# 1. Division 1929/1930
Dvacátý devátý ročník 1. Division (1. belgické fotbalové ligy) se konal od 2. září 1928 do 6. června 1929.
Soutěže se zúčastnilo opět 14 klubů. Sezonu vyhrál po šestnácti letech a potřetí ve své klubové historii Cercle Bruggy. Nejlepším střelcem se stal opět hráč RDC Brusel Pierre De Vidts, který vstřelil 26 branek.